# Синха, Сонакши
Сонакши Синха (англ. Sonakshi Sinha; род. 2 июня 1987) — индийская актриса и модель. Актёрский дебют Сонакши состоялся в 2010 году в фильме на языке хинди «Бесстрашный», за который она получила Filmfare Award за лучшую дебютную женскую роль.

## Биография
Сонакши Синха родилась в актёрской семье. Отец — актёр и политик Шатругхан Синха, мать — актриса Пунам Синха (в начале карьеры её звали Комал). Помимо неё в семье ещё были два брата-близнеца Лав Синха и Куш Синха. Двоюродная сестра Сонакши — актриса Пуджа Рупарел, известная по детской роли во «Влюблённом короле».
Сонакши начала свою карьеру в качестве художника по костюмам и создала костюмы для фильма «Моё сердце принадлежит другому». В 2009 году она была моделью на Неделе высокой моды в Индии. Несмотря на то, что Сонакши из актёрской семьи, она никогда не пользовалась именем отца. Успешной она стала только благодаря собственным стараниям и настойчивости. Сонакши никогда не мечтала стать актрисой, но именно на неделе высокой моды в Индии её увидел Салман Хан и предложил роль в фильме «Бесстрашный».
После ряда коммерческих хитов в жанре масала Сонакши было предложено сыграть видную поэтессу Амриту Притам в биографическом фильме режиссёра-дебютантки Джасмит Рин. Её предыдущая реалистичная роль в фильме «Разбойник» Викрамадитьи Мотване была высоко оценена критиками и поклонниками.
В 2014 году Сонакши впервые дебютировала в тамильском кино, сыграв в боевике Lingaa с Раджникантом в главной роли, а в следующем — как певица, записав песню «Aaj Mood Ishqholic Hai» в дуэте Meet Bros. В 2017 году она сыграла журналисту из Пакистана в фильме Noor, который провалился в прокате, и подозреваемую в убийстве в триллере Ittefaq, вместе с Сидхартхом Малхотрой. Ремейк одноимённого фильма 1969 года, Ittefaq стал самым прибыльным индийским фильмом ноября, собрав в прокате около 300 млн рупий.
В 2018 году вышел фильм Happy Bhag Jayegi Returns, который является продолжением фильма, вышедшего в 2016, также она спела в нём одну из песен. В том же году был выпущен фильм Welcome in New-York в паре с Дилджитом Досанджем, но фильм провалился в прокате. Также она снялась в музыкальном номере «Mungda» для фильма Total Dhamaal, который стал ремейком песни под которую танцевала Хелен в фильме Inkaar. Несмотря на смешанные отзывы о самой песне, фильм имел коммерческий успех. Сейчас Сонакши согласилась принять участие в «Бесстрашный 3», триквеле её дебютного фильма «Бесстрашный». Съёмки начались в начале 2019 года.

## Фильмография
| Год  |   | Русское название                | Оригинальное название               | Роль                                             |
| ---- | - | ------------------------------- | ----------------------------------- | ------------------------------------------------ |
| 2010 | ф | Бесстрашный                     | Dabangg                             | Раджо                                            |
| 2012 | ф | Честь мундира                   | Rowdy Rathore                       | Нираджа                                          |
| 2012 | ф | Джокер                          | Joker                               | Манали                                           |
| 2012 | ф | Невероятная история             | OMG: Oh My God!                     | камео в песне «Go Go Govinda»                    |
| 2012 | ф | Сын Сардара                     | Son of Sardaar                      | Сукхмит                                          |
| 2012 | ф | Бесстрашный 2                   | Dabangg 2                           | Раджо Пандей                                     |
| 2013 | ф | Мужественный                    | Himmatwala                          | камео в песне «Thank God It's Friday»            |
| 2013 | ф | Разбойник                       | Lootera                             | Пакхи Рой Чаудхари                               |
| 2013 | ф | Однажды в Мумбаи 2              | Once Upon a Time in Mumbai Dobaara! | Жасмин                                           |
| 2013 | ф | Босс                            | Boss                                | камео в песнях «Party All Night» и «Har Kisi Ko» |
| 2013 | ф | Пуля-раджа                      | Bullett Raja                        | Митали                                           |
| 2013 | ф | Р… Раджкумар                    | R… Rajkumar                         | Чанда                                            |
| 2014 | ф | Солдат всегда на службе         | Holiday                             | Саида                                            |
| 2014 | ф | Тёмная лошадка / Боевик Джексон | Action Jackson                      | Кхуши                                            |
| 2014 | ф |                                 | Lingaa (там.)                       | Бхарати                                          |
| 2015 | ф | Ярость                          | Tevar                               | Радхика                                          |
| 2016 | ф | Акира                           | Akira                               | Акира                                            |
| 2016 | ф | Спецотряд «Форс» 2              | Force 2                             | Камалджит Каур                                   |
| 2017 | ф |                                 | Noor                                | Нур                                              |
| 2018 | ф |                                 | Welcome to the New York             | Джинал Пател                                     |
| 2018 | ф |                                 | Yamla Pagla Deewana: Phir Se        |                                                  |
| 2018 | ф |                                 | Happy Phirr Bhag Jayegi             |                                                  |
| 2019 | ф |                                 | Kalank                              |                                                  |
| 2019 | ф | Бесстрашный 3                   | Dabangg 3                           | Раджо Пандей                                     |